# Marie Høst
Marie Høst er en dansk medievært og filmkvinde. 
Høst er uddannet som kandidat i  film- og medievidenskab fra Københavns Universitet.
Hun medvirkede i Christoffer Boes spillefilm Allegro fra 2005
og stod for manuskriptet til Jonas Elmers spillefilm Det andet liv fra 2014 sammen med Elmer og Rune Tolsgaard.
I 2012 blev Høst medvært på tv-programmet So ein Ding.
I 2015 var hun vært på DR2's dokumentarserie Den rigeste procent.
Derudover har hun fungeret som tilrettelægger på Den 11. time og DR2 Temalørdag LIVE: Hacking - Du er ikke alene.
Seneste har Høst været vært på Podimo-podcasten Algoritmen
og tilknyttet Enigma som vært på radioprogrammer til Radio Loud under titlen Vi er data.